# Railroad Tigers
 (août 2018).
Si vous disposez d'ouvrages ou d'articles de référence ou si vous connaissez des sites web de qualité traitant du thème abordé ici, merci de compléter l'article en donnant les références utiles à sa vérifiabilité et en les liant à la section « Notes et références ».
Pour plus de détails, voir Fiche technique et Distribution.
Railroad Tigers (titre original : 铁道飞虎) est un film de Ding Sheng sorti en 2016 et le 14 avril 2018 en VOD[réf. nécessaire]. Il s'agit d'une comédie d'action sur fond de guerre sino-japonaise se déroulant dans la Chine continentale. Il est produit et édité par la Shanghai Film Group Co., Ltd (en).

## Synopsis
Durant la guerre sino-japonaise, un groupe de civils résiste à l'envahisseur japonais via des activités anti-japonaise prenant toujours pour cible les trains. Leurs actions prennent une autre dimension lorsqu'il décide de protéger et cacher un soldat de l'armée chinoise...

## Fiche technique
- Réalisation : Sheng Ding
- Scénario : Sheng Ding, Alex Jia, He Keke
- Photographie : Yu Ding
- Montage : Sheng Ding
- Direction artistique : Ligang Feng
- Musique : Zai Lao
- Son : Chen Chen
- Coordinateur scènes d'action : Jun He
- Production : Jackie Chan, Zhao Lei, Maofei Zhou
- Société de distribution : AB Vidéo (France)
- Genre : Action, comédie
- Durée : 2h04 min
- Budget : 50 millions de dollars
- Dates de sortie :
  -  Chine : 23 décembre 2016
  -  États-Unis : 6 janvier 2017
  -  France : 3 mai 2018 en DVD

## Distribution
- Jackie Chan (VF : Guy Chapellier) : Ma Yuan
- Zitao Huang (VF : Erwan Zamor) : Dahai
- Jaycee Chan (VF : Alexandre Gillet) : Rui Ge
- Kai Wang (VF : Bruno Choël) : Fan Chuan
- Xu Fan (VF : Céline Melloul) : Tante Qin
- Hiroyuki Ikeuchi (VF : Jérôme Pauwels) : Yamaguchi
- Ping Sang (VF : Éric Aubrahn) : Dakui
- Talu Wang (VF : Denis Laustriat) : Da Guo
- Asano Nagahide (VF : Benoît DuPac) : Sakamoto Asano
- Yunwei He (VF : Gilbert Levy) : Feng Banxian
- Liu Di (VF : Tommy Lefort) : Sanlazi
- Yishang Zhang (VF : Emmylou Homs) : Xing'er
- Liu Hailong (VF : Frédéric Souterelle) : Erpang
- Wei Na (VF : Georges Caudron) : Huang Yifeng
- Andy Lau (caméo)